# Andrew Baildon
Andrew James Baildon (Southport, 25 de agosto de 1971) es un deportista australiano que compitió en natación, especialista en el estilo libre.
Ganó siete medallas en el Campeonato Pan-Pacífico de Natación entre los años 1987 y 1993. Participó en dos Juegos Olímpicos de Verano, ocupando el sexto lugar en Seúl 1988 (100 m libre) y el octavo en Barcelona 1992 (4 × 100 m libre).
En 2000 fue condecorado con la Medalla Deportiva Australiana.

## Palmarés internacional
| Campeonato Pan-Pacífico | Campeonato Pan-Pacífico | Campeonato Pan-Pacífico | Campeonato Pan-Pacífico |
| Año                     | Lugar                   | Medalla                 | Prueba                  |
| ----------------------- | ----------------------- | ----------------------- | ----------------------- |
| 1987                    | Brisbane (Australia)    | Medalla de bronce       | 50 m libre              |
| 1989                    | Tokio (Japón)           | Medalla de plata        | 50 m libre              |
| 1989                    | Tokio (Japón)           | Medalla de plata        | 100 m libre             |
| 1989                    | Tokio (Japón)           | Medalla de plata        | 4 × 100 m libre         |
| 1989                    | Tokio (Japón)           | Medalla de bronce       | 4 × 100 m estilos       |
| 1991                    | Edmonton (Canadá)       | Medalla de plata        | 4 × 100 m libre         |
| 1993                    | Kobe (Japón)            | Medalla de plata        | 4 × 100 m libre         |